# تپه آشورم
تپه آشورم مربوط به اواخر هزاره دوم قبل از میلاد است و در شهرستان عجب‌شیر، بخش مرکزی، روستای خضرلو واقع شده و این اثر در تاریخ ۱۷ اسفند ۱۳۸۱ با شمارهٔ ثبت ۷۵۴۱ به‌عنوان یکی از آثار ملی ایران به ثبت رسیده است.